# عقرب البحر الملون
عقرب البحر الملون (الاسم العلمي: Scorpaena colorata) هي نوع من الأسماك يتبع جنس عقرب البحر من الفصيلة عقارب البحر.